# La bambola assassina
La bambola assassina (Child's Play) è un film horror statunitense del 1988 diretto da Tom Holland.
Ha come personaggio principale un bambolotto di nome Chucky, all'interno della quale un serial-killer ha riversato la propria anima in punto di morte; il suo scopo è quello di rientrare in un corpo umano, precisamente il corpo della prima persona alla quale ha rivelato la sua vera identità, ed in breve tempo, altrimenti rimarrà intrappolato per sempre nel pupazzo. Per tale obiettivo dovrà scegliere Andy, un bambino che riceve la bambola come regalo di compleanno. Sadico, crudele, astuto e determinato, Chucky riuscirà quasi nel suo intento, mietendo numerose vittime sul suo cammino.
Il film venne distribuito negli Stati Uniti il 9 novembre 1988 dalla MGM/UA Communications Co. ed incassò più di 44 milioni di dollari a fronte di un budget di produzione di 9 milioni di dollari.
Dopo essere diventato un cult di successo al botteghino, il film ha generato un media franchise che include una serie di sei sequel, merchandising, fumetti, un film reboot uscito nel giugno 2019 e una serie televisiva che è iniziata nell'ottobre 2021.

## Trama
(Scritta sul muro)
Nella notte del 9 novembre 1988, il famigerato strangolatore e serial killer di Chicago Charles Lee Ray, stanato dalla polizia, è inseguito fra le strade della città dal detective Mike Norris. Dopo essere stato ferito alla gamba, Charles tenta di raggiungere il furgone sul quale lo attende il complice Eddie Caputo, ma lui, vedendo il trambusto e una macchina della polizia in avvicinamento, fugge abbandonando l'amico. Ormai privo di speranze, Charles si rifugia in un negozio di giocattoli dove Norris gli spara. Poco prima di morire, giurando vendetta contro il detective e il compagno che lo ha tradito, mette in pratica un rito voodoo su un bambolotto "Tipo Bello" per trasferire la sua anima al suo interno. Il rito causa una tempesta di fulmini sul negozio, che ne provoca l'esplosione. Norris sopravvive e ritrova il cadavere dello strangolatore con il bambolotto accanto.
Al mattino, il piccolo Andy Barclay chiede alla madre Karen un bambolotto "Tipo Bello" come regalo per il suo sesto compleanno. Essendo in ristrettezze economiche, Karen acquista un "Tipo Bello" da un vagabondo ad un prezzo basso. A loro insaputa, il bambolotto acquistato si rivela essere proprio quello posseduto dall'anima del serial killer il quale, dopo essersi presentato ad Andy come Chucky, quella sera uccide la sua prima vittima, Maggie Peterson, un'amica di Karen che stava facendo da babysitter ad Andy, facendola precipitare dalla finestra del condominio dopo averla colpita sulla fronte con un martello giocattolo, schiantandosi su una macchina. Sulla scena del crimine, Andy cerca di convincere il detective Norris che l'assassino è il suo bambolotto Chucky, ma non viene creduto; il detective sospetta che sia stato lo stesso Andy ad aver ucciso Maggie, il che fa arrabbiare Karen, la quale lo caccia via insieme ai poliziotti.
Il giorno dopo, Andy marina la scuola portando Chucky con sé, arrivato al nascondiglio del complice che lo aveva abbandonato, Eddie Caputo, che quest'ultimo era fuggito dal commissariato di polizia, Chucky lo uccide accendendo il forno e facendo fuoriuscire del gas. Eddie, avvertendo la presenza di un intruso in casa, spara contro il forno facendo saltare in aria l'abitazione. La polizia, dopo aver ritrovato Andy presso la scena del crimine, decide di portarlo all'ospedale psichiatrico infantile, dove il bambino continua a ripetere che è stato Chucky a provocare l'esplosione. Sua madre lo separa dal bambolotto, una volta a casa, però, Karen scopre con orrore che Andy stava dicendo la verità perché si rende conto che il bambolotto funzionava senza le batterie che erano incluse da inserire. Minacciato di essere buttato nel fuoco, Chucky la assale e fugge dall'appartamento. Karen corre da Norris e terrorizzata gli racconta l'accaduto: il detective la crede pazza, ma anche lui però si ricrede quando il vagabondo che aveva venduto il bambolotto a Karen racconta di averlo raccolto nella stessa notte dalle macerie del negozio di giocattoli nel quale Norris aveva ucciso Charles Lee Ray. Quest'ultimo, dopo aver accompagnato Karen a casa Chucky tenta di vendicarsi di Norris assalendolo in macchina provocando un incidente stradale, ma lui riesce a salvarsi e spara a Chucky, che fugge via.
Il giorno dopo Karen va nel nascondiglio di Charles Lee Ray, quando viene raggiunta da Norris, che le spiega che Charles nel l'ultimo periodo ha frequentato John Bishop, detto "Dottor Death". Intanto Chucky fa visita a John, l'uomo che gli ha insegnato il voodoo, e gli chiede perché prova dolore fisico e sanguina per il colpo di pistola, di Norris nonostante egli sia un bambolotto. Davanti alla sua reticenza Chucky lo sottomette usando contro di lui una bambolina voodoo con il suo stesso aspetto, al che John gli spiega che il suo corpo di plastica si sta vitalizzando, quindi Chucky si sta tramutando in un bambolotto umano e mortale. L'unico modo per sfuggire a questo destino è quello di trasferire la propria anima nel corpo della prima persona alla quale ha rivelato la sua identità, ovvero Andy. Chucky accoltella al cuore la bambolina connessa fisicamente a John e si reca all'ospedale psichiatrico. Norris e Karen arrivano all'abitazione di John il quale, prima di morire, rivela ai due che per uccidere Chucky devono colpirlo al cuore.
Chucky arriva all'ospedale psichiatrico, e dopo aver ucciso il dottor Ardmore con un apparecchio dell'elettroshock, insegue Andy che si è già recato a casa sua; Karen e Norris arrivano all'appartamento per salvare Andy, che sta per essere posseduto da Chucky. Karen e Andy riescono a bruciare vivo Chucky nel camino, ma quest'ultimo sopravvive e torna a minacciarli. Norris spara al cuore di Chucky uccidendolo definitivamente e mettendo così fine alla minaccia, mentre l'ambulanza e la polizia arrivano in loro soccorso.

## Produzione

### Sviluppo
Secondo un'intervista con Mental Floss, lo sceneggiatore Don Mancini ha concepito per la prima volta il concetto mentre studiava all'Università della California, a Los Angeles. Mancini si è ispirato al consumismo degli anni '80 e all'effetto del marketing sui bambini sulla base delle sue esperienze con suo padre, un dirigente pubblicitario. Il rapporto travagliato di Mancini con il proprio padre e le sue esperienze di alienazione come uomo gay lo hanno portato a incentrare la sceneggiatura su un bambino con una madre single e nessuna figura paterna. Altre fonti d'ispirazione furono i Cabbage Patch Kids, i film Trilogia del terrore, Magic - Magia, Poltergeist - Demoniache presenze, il personaggio di Freddy Krueger di Nightmare - Dal profondo della notte e l'episodio "La bambola vivente" della serie Ai confini della realtà. Il produttore esecutivo del film David Kirschner, che avrebbe prodotto tutti e sette i film della serie, ha affermato nella stessa intervista di aver voluto fare un film su una bambola assassina dopo aver letto The Dollhouse Murders. Il regista Tom Holland ha anche affermato che le bambole My Buddy hanno avuto un ruolo nel design di Chucky.
La sceneggiatura originale di Mancini era intitolata Batteries Not Included, con il titolo in seguito cambiato in Blood Buddy dopo che si è scoperto che era stato realizzato un film diverso con lo stesso nome. Durante la produzione è stato quasi sul punto di essere rintitolato di nuovo per evitare confusione con l'omonimo film horror del 1972 di Sidney Lumet. La sceneggiatura originale prevedeva che la bambola sarebbe stata una normale bambola piena di sangue finto in grado di sanguinare se giocata in modo approssimativo, che sarebbe diventata viva dopo che Andy aveva mescolato il proprio sangue con quello della bambola. La bambola avrebbe dovuto rappresentare la rabbia repressa di Andy e avrebbe preso di mira i suoi nemici. La sceneggiatura originale di Mancini era un giallo classivo che trattava dell'effetto della pubblicità e della televisione sui bambini. La sceneggiatura originale di Mancini è stata anche scritta per giocare con il pubblico un po' più a lungo, rendendo ambiguo su chi, tra Andy e Chucky, fosse l'assassino.
Charles Band espresse interesse per le riprese della sceneggiatura e in seguito ha prodotto il franchise Puppet Master. La sceneggiatura è stata accettata dalla United Artists dopo che il presidente dello studio Tony Thomopoulous e il MGM/UA Communications Chairman Lee Rich si resero conto che il film poteva essere il primo di una lunga serie. Dopo che la UA ha acquistato la sceneggiatura, essa è stata riscritta da John Lafia per rendere il personaggio di Andy più simpatico e dopo che Kirschner ha espresso dubbi sul fatto che dei genitori avrebbero comprato ai loro figli una bambola con sangue finto. La sceneggiatura riscritta da Lafia prevedeva che l'anima di Charles Lee Ray, dopo la sua esecuzione mediante sedia elettrica, si sarebbe trasferita nella bambola mentre quesra veniva prodotta in una catena di montaggio. La sceneggiatura presentava la fabbrica di bambole in cui Chucky è stato prodotto come location; idea che sarebbe stata poi riciclata per il secondo film.
William Friedkin, Irvin Kershner, Robert Wise, Joseph Ruben, Howard Franklin, Rocky Morton e Annabel Jankel furono contattati per dirigere il film prima che Holland venisse assunto su raccomandazione di Steven Spielberg con il quale aveva lavorato in Storie incredibili. John Lithgow venne considerato per interpretare Charles Lee Ray prima che Brad Dourif fosse assunto nel ruolo dietro consiglio di Holland che aveva lavorato con lui in Fatal Beauty. Inizialmente la voce di Chucky nella forma di bambola doveva essere una semplice sovrapposizione elettronica simile ai normali giocattoli con chip sonori. Quando ciò fu ritenuto impossibile e quando Dourif non era inizialmente disponibile a registrare la voce di Chucky a causa del suo impegno con le riprese de I figli del fuoco, Holland scelse Jessica Walter per doppiare Chucky sulla base del fatto che Mercedes McCambridge aveva doppiato Pazuzu in L'esorcista.

### Riprese
Le riprese sono iniziate il 7 gennaio 1988 e si sono concluse il 5 marzo 1988 con un budget di 9-13 milioni di dollari. Mancini non è mai entrato sul set ed è stato coinvolto minimamente nella produzione a causa dello sciopero degli sceneggiatori della Writers Guild of America del 1988. La bambola assassina è stato girato a Chicago. I Brewster Apartments, un punto di riferimento di Chicago situato tra Diversey Parkway e Pine Grove Avenue, sono serviti come location dell'appartamento in cui vivevano Andy e Karen e sono raffigurati sul poster del film. Le riprese in studio si sono svolte presso i Culver Studios di Culver City, in California. Le riprese in loco sono state condotte in inverno con un vento gelido che raggiungeva i −50 °F (−46 °C), costringendo la produzione ad affittare intere stanze e parcheggiare station wagon vicino ai luoghi di ripresa come centri di riscaldamento.
Il nome completo di Chucky, Charles Lee Ray, deriva dai nomi dei famigerati assassini Charles Manson, Lee Harvey Oswald e James Earl Ray.
Originariamente la morte di Maggie sarebbe dovuta avvenire per folgorazione mentre faceva il bagno. L'idea è stata abbandonata ed è stata poi utilizzata per la morte di Tiffany in La sposa di Chucky.

### Effetti visivi
Per il ruolo di Chucky, sono stati utilizzati animatronici radiocomandati gestiti da un massimo di nove burattinai, comparse di bassa statura ed attori bambini. Kevin Yagher era responsabile delle marionette per il film. Per ogni scena sono stati utilizzati vari animatronici e cosmetici.  Per alcune scene Holland ha utilizzato attori di bassa statura e bambini come Ed Gale e Ashley, la sorella di Alex Vincent, con set a prospettiva forzata.

### Proiezione di prova
Il film inizialmente ha ricevuto recensioni negative dopo che un taglio approssimativo di due ore è stato mostrato al pubblico durante una proiezione di prova. Kirschner e Mancini hanno successivamente tagliato 25 minuti del film per ridurre la quantità di tempo che Chucky compariva sullo schermo, qualcosa che Kirschner aveva sostenuto durante la produzione per creare suspense in modo simile a come avviene in Lo squalo o Alien. Holland, che si era ripetutamente scontrato con Kirschner sulla quantità di tempo in cui appare Chucky sullo schermo e sul tono del film durante le riprese, si è opposto ai tagli e ha lasciato la produzione.
I tre hanno anche suggerito che la proiezione di prova sia fallita a causa dell'uso della Walter come voce della bambola. Hanno affermato che, sebbene la voce della Walter fosse adeguatamente minacciosa, non era però in grado di trasmettere l'umorismo inteso per il personaggio. Tutte le sue battute furono quindi ridoppiate con la voce di Dourif. Le scene tagliate, mostrate solo in foto di scena e presenti nello script del film, vedevano Charles Lee Ray inseguire una donna ubriaca per poi scoprire che si tratta del detective Mike Norris sotto copertura, Andy mostrare a Chucky la sua stanza e trovare una fotografia del padre defunto, John curare un bambino attraverso un rituale Voodoo e Chucky che cerca senza successo di entrare nella stanza di Andy all'ospedale psichiatrico ed inganna una ragazza malata di mente di nome Mona per portarlo via nel reparto.
La sceneggiatura prevedeva anche un finale alternativo nel quale Chucky, oltre ad essere stato bruciato e crivellato di proiettili da Mike e Karen, viene pugnalato da Andy con un coltello montato su un'auto radiocomandata e gli vengono sciolti il viso e le gambe con una pistola ad acqua riempita di Drāno. Chucky sarebbe stato apparentemente ucciso dopo essere stato sopraffatto da Jack e da diversi agenti di polizia. Mentre conservava i resti di Chucky in una stanza delle prove, un altro poliziotto non avrebbe creduto all'affermazione di Jack che la bambola fosse viva, e dopo che tutti i poliziotti se ne fossero andati, il braccio disincarnato di Chucky avrebbe preso vita per scacciare una mosca.

### Musica
La colonna sonora è stata composta da Joseph Renzetti e presentava una raccolta di elementi elettronici ed orchestrali. Parti della colonna sonora sono state pubblicate su vinile nel 1989 ed è stata successivamente seguita da un'altra stampa in vinile della Waxwork Records che conteneva la colonna sonora completa dei nastri originali.

## Colonna sonora
- Chucky's Animated Theme (scritta e prodotta da Mike Piccirillo)
- I'm Hanging (scritta da B. Boyle, suonata da D.B.Night)
- Is It Really Love (scritta da Rick Bell e Michael Lanning, suonata da Michael Lanning)
- Grass (scritta da R.Rome e Russel Faith, suonata da African Suite)
- Second Sight (scritta da David Kitay e David Darling, suonata da David Darling)

## Distribuzione
La bambola assassina è stato prodotto con un budget di 9.000.000 di dollari. MGM/UA prese la decisione controversa di non rilasciare il film durante Halloween, spostando la data di uscita più vicino al weekend del Veterans Day. Il film è stato fortemente promosso per tre settimane prima dell'uscita attraverso spot televisivi che enfatizzavano le reazioni del pubblico dirette verso i ragazzi dai 12 ai 20 anni e con l'intento di “posizionare Chucky come la nuova icona del terrore” Il film è uscito il 9 novembre 1988 in 1.377 sale, aprendo al 1º posto, tra gli altri 12 film in programma quella settimana, con un incasso di 6.583.963 di dollari. Il film ha incassato 33.244.684 dollari al botteghino statunitense e altri 10.952.000 dollari all'estero per un totale mondiale di 44.196.684 dollari. È diventato il secondo film di maggior incasso della United Artists nel 1988 dopo Rain Man - L'uomo della pioggia.

### Date di uscita
| Paese          | Data della Prima  |
| -------------- | ----------------- |
| Stati Uniti    | 9 novembre 1988   |
| Argentina      | 17 novembre 1988  |
| Australia      | 26 gennaio 1989   |
| Francia        | 5 aprile 1989     |
| Svezia         | 5 maggio 1989     |
| Giappone       | 6 maggio 1989     |
| Paesi Bassi    | 25 maggio 1989    |
| Regno Unito    | 2 giugno 1989     |
| Germania Ovest | 15 giugno 1989    |
| Turchia        | luglio 1990       |
| Filippine      | 18 settembre 1990 |

### Home media
La bambola assassina venne inizialmente distribuito in VHS nel Nord America dalla MGM/UA Home Video il 25 aprile 1989.
Il film è stato distribuito per la prima volta in DVD dalla MGM nel 1999. Il film è stato presentato in una presentazione a schermo intero opaco ed includeva un trailer cinematografico ed un opuscolo "Making Of". L'uscita in DVD australiana della MGM presentava il film in un trasferimento widescreen non anamorfico. Il DVD è stato ripubblicato nel 2007 con una copertina lenticolare.

## Riconoscimenti
| Anni | Award        | Status     | Categoria                                 | Artista         |
| ---- | ------------ | ---------- | ----------------------------------------- | --------------- |
| 1990 | Saturn Award | Vinto      | Migliore attrice                          | Catherine Hicks |
| 1990 | Saturn Award | Nomination | Migliore film horror                      |                 |
| 1990 | Saturn Award | Nomination | Migliore performance da un giovane attore | Alex Vincent    |
| 1990 | Saturn Award | Nomination | Miglior copione                           | Tom Holland     |
| 1990 | Saturn Award | Nomination | Miglior copione                           | John Lafia      |
| 1990 | Saturn Award | Nomination | Miglior copione                           | Don Mancini     |

## Parziale modifica del titolo italiano
Il DVD italiano del film, uscito nel 2001, modifica lievemente il titolo, aggiungendo l'articolo determinativo "La". Tale modifica presumibilmente è stata attuata per uniformarlo ai nomi dei 2 successivi sequel, La bambola assassina 2 e La bambola assassina 3. Tuttavia l'opera quando uscì nelle sale italiane (e successivamente in vhs) non presentava l'articolo determinativo.

## Sequel
Il successo de La bambola assassina, diventato uno dei cult-horror degli anni ottanta, ha portato nelle sale ben 7 sequel tra cui una serie tv uscita nel 2021, e un remake:
- La bambola assassina 2 (Child's Play 2, 1990) diretto da John Lafia
- La bambola assassina 3 (Child's Play 3, 1991) diretto da Jack Bender
- La sposa di Chucky (Bride of Chucky, 1998) diretto da Ronny Yu
- Il figlio di Chucky (Seed of Chucky, 2004) diretto da Don Mancini
- La maledizione di Chucky (Curse of Chucky, 2013) diretto da Don Mancini
- Il culto di Chucky (Cult of Chucky 2017) diretto da Don Mancini
- Chucky (2021-2024) regia di Don Mancini

## Remake
Dopo che per tutto il 2007 si era vociferata la possibilità di un nuovo film della serie La bambola assassina sul grande schermo, il 22 ottobre il produttore David Kirschner dichiarò di aver effettivamente discusso con Don Mancini dell'ipotesi di un rifacimento del primo episodio.
L'intenzione degli autori era di abbandonare le atmosfere da commedia horror che avevano caratterizzato gli ultimi film della saga, e anzi rendere la rielaborazione più spaventosa del film originale. Kirschner aveva confermato che una delle cause che lo aveva spinto a ideare il rifacimento era puramente dovuta a motivi commerciali, ma anche perché avrebbe voluto dare al pubblico un film che somigliasse all'originale, ma più terrificante e con la figura dell'assassino Ray Lee centralizzata.
Brad Dourif aveva confermato di tornare nei panni di Ray Lee nel 2009, non rilasciando però alcuna dichiarazione concernente indicazioni sulla produzione. La bambola assassina sarebbe stata realizzata con tecnologia animatronica piuttosto che con il supporto di effetti digitali.
I produttori si erano detto speranzosi nel far uscire il remake per l'autunno 2010.
Mancini aveva accettato di tornare come regista e sceneggiatore, ma per iniziare la scrittura del copione doveva prima attendere la risoluzione dei conflitti esterni alla produzione riguardanti il contenzioso tra MGM e Universal Studios, che di fatto avevano bloccato a tempo indeterminato la realizzazione.
Nel 2018 Don Mancini conferma su Twitter che non è stato coinvolto nel remake; il regista Lars Klevberg rivela invece di essere lui a dirigere il nuovo remake de La bambola assassina, che viene confermato col titolo omonimo il 13 novembre 2018.
Il film è uscito in Italia il 19 giugno 2019 mentre in America il 21..